# Fall Out Boy
Fall Out Boy (ofta förkortat FOB) är ett amerikanskt alternativ rock/pop-band bildat 2001 i Wilmette, en förort till Chicago. I bandet skriver basisten och frontfiguren Pete Wentz texterna och sångaren Patrick Stump musiken.
Fall Out Boys första album var Fall Out Boy's Evening Out with Your Girlfriend, utgivet 2003. Deras första album som släpptes på ett stort skivbolag var Take This to Your Grave från året därpå, från vilken bland annat singlarna "Dead on Arrival" och "Grand Theft Autumn/Where Is Your Boy" givits ut. Efter detta släpptes EP:n My Heart Will Always Be the B-Side to My Tongue och 2005 kom deras tredje album From Under the Cork Tree.
I februari 2007 gavs albumet Infinity on High ut, vars namn är hämtat från ett citat av Vincent van Gogh. Första singeln från albumet var "This Ain't a Scene, It's an Arms Race" och videon till den gavs ut 19 december 2006. 
Namnet "Fall Out Boy" kom sig av att bandet hade under en av sina första spelningar frågat publiken vad de tyckte att bandet skulle heta. Då hade någon ur publiken ropat "Fall Out Boy!", efter Simpsons-karaktären Fallout Boy.  
Fall Out Boy har varit med i TV-serien One Tree Hill.
4 februari 2013 släppte bandet singeln "My Songs Know What You Did In The Dark (Light Em Up)" och avslutade uppehållet som startade 2009. Den 7 maj 2013 kom albumet Save Rock and Roll.

## Medlemmar
Nuvarande medlemmar
- Pete Wentz – basgitarr, sång, körsång (2001– )
- Patrick Stump – sologitarr, rytmgitarr, körsång (2001– )
- Joe Trohman – sologitarr, körsång (2001– ), piano, keyboard (2013– )
- Andy Hurley – trummor, percussion, körsång (2003– )

Tidigare medlemmar
- Ben Rose – trummor, percussion (2001)
- Mike Pareskuwicz – trummor, percussion (2001–2003)
- T.J. Kunasch – rytmgitarr (2001–2002)
- Brandon Hamm – rytmgitarr (2002)

Bildgalleri

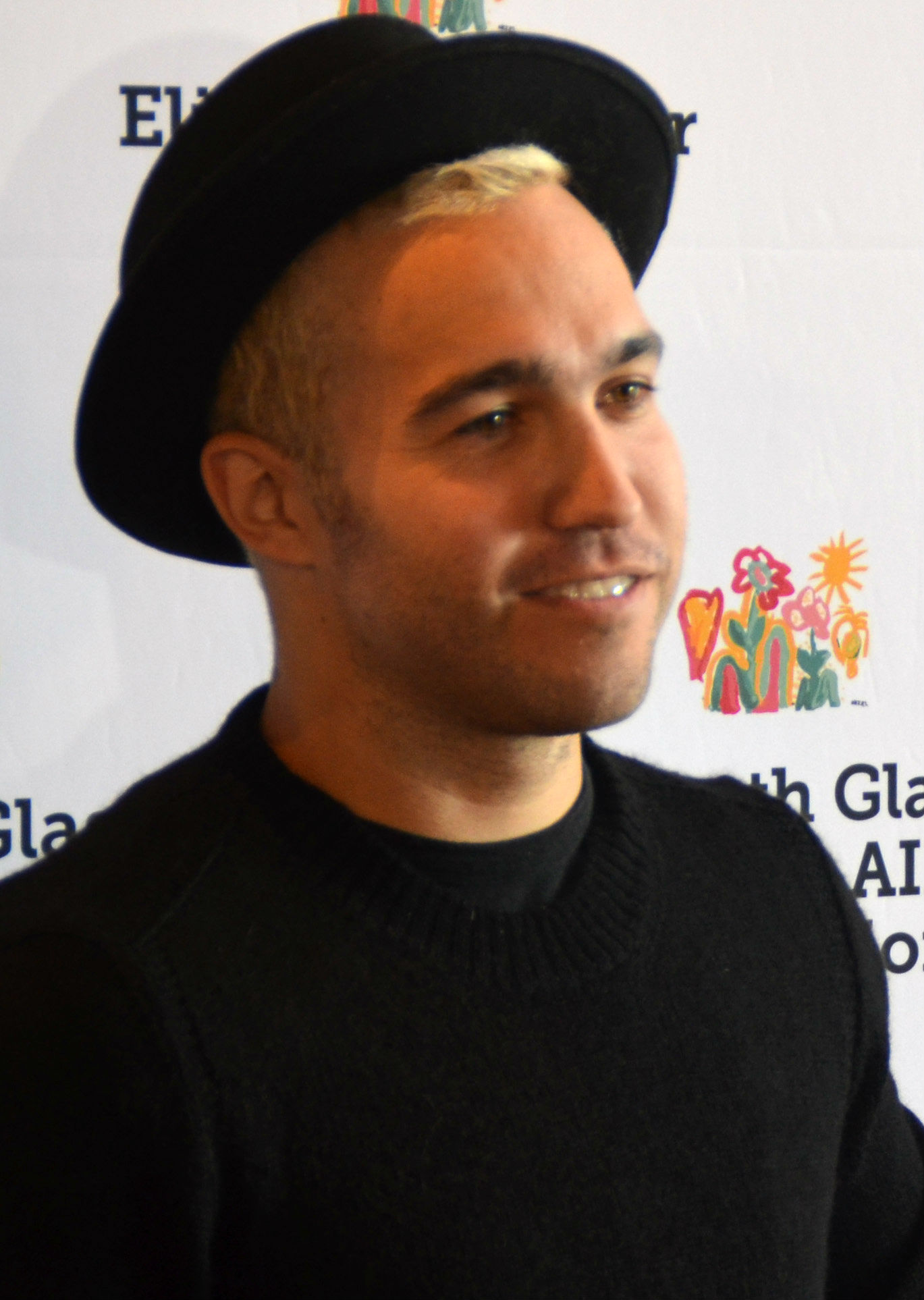
Pete Wentz 2014
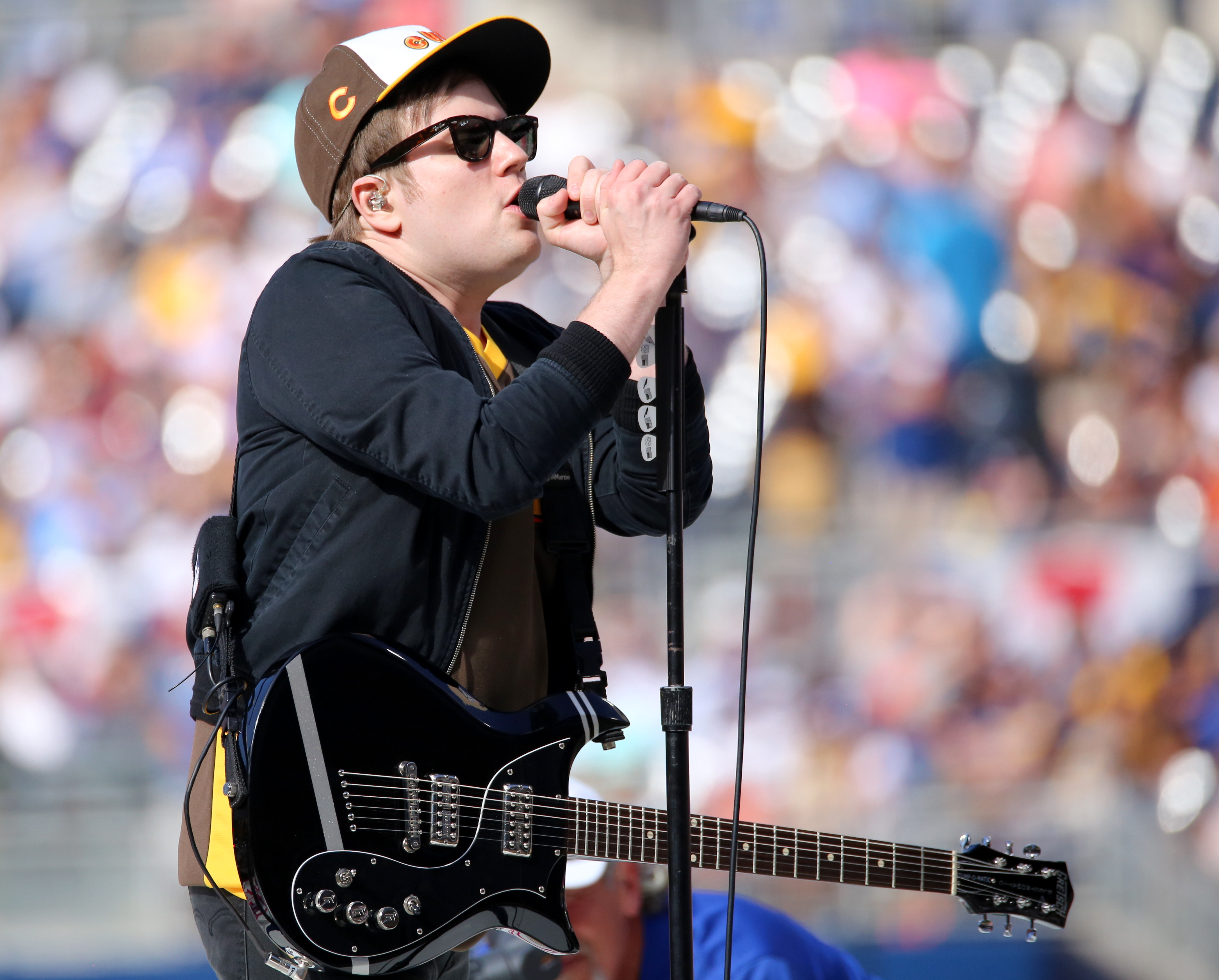
Patrick Stump 2016
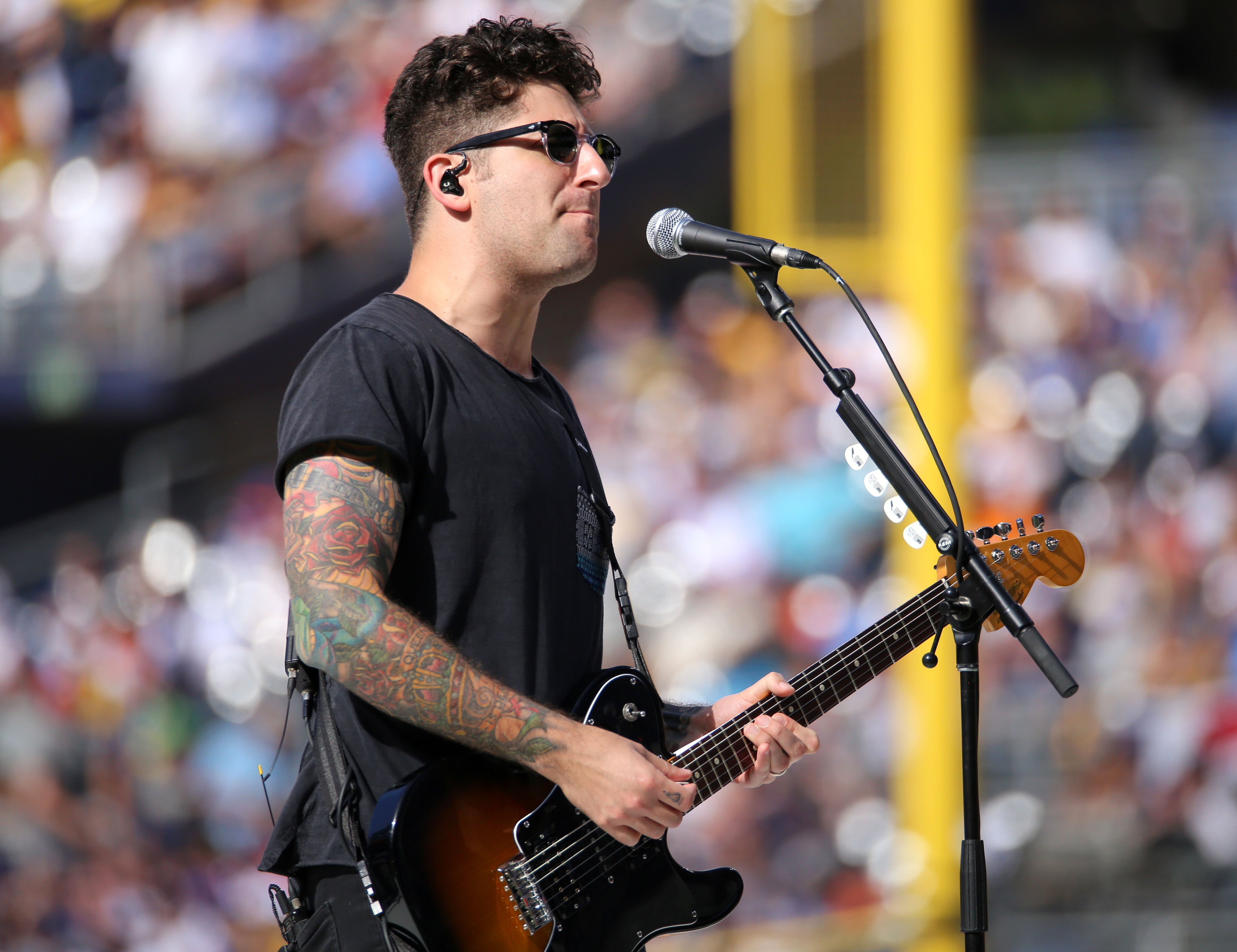
Joe Trohman 2016
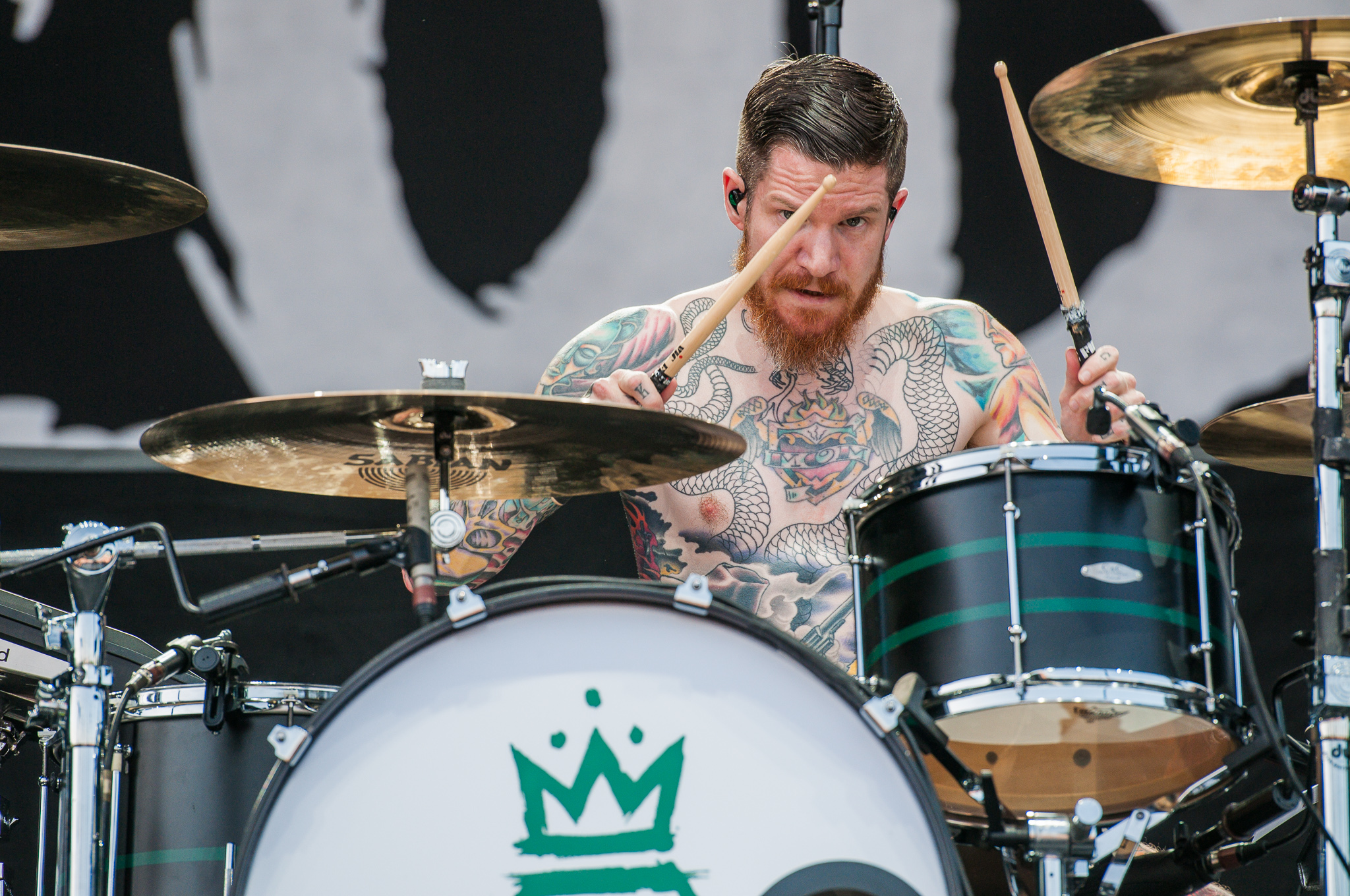
Andy Hurley 2014

## Diskografi
Studioalbum
- 2003 – Take This to Your Grave
- 2005 – From Under the Cork Tree
- 2007 – Infinity on High
- 2008 – Folie à Deux
- 2013 – Save Rock and Roll
- 2015 – American Beauty/American Psycho
- 2018 – Mania

EPs
- 2002 – Project Rocket / Fall Out Boy
- 2003 – Fall Out Boy's Evening Out with Your Girlfriend
- 2004 – My Heart Will Always Be the B-Side to My Tongue
- 2007 – Leaked in London
- 2009 – America's Suitehearts: Remixed, Retouched, Rehabbed and Retoxed
- 2013 – PAX-AM Days

Livealbum
- 2008 – **** Live in Phoenix
- 2013 – Live in Tokyo

Samlingsalbum
- 2009 – Believers Never Die - Greatest Hits
- 2019 – Greatest Hits: Believers Never Die – Volume Two